# Ascidia prunum
Ascidia prunum is een zakpijpensoort uit de familie van de Ascidiidae. De wetenschappelijke naam van de soort is voor het eerst geldig gepubliceerd in 1776 door Otto Friedrich Müller.